# Saint-Antonin-Noble-Val
 Saint-Antonin-Noble-Val  es una población y comuna francesa, en la región de Mediodía-Pirineos, departamento de Tarn y Garona, en el distrito de Montauban y cantón de Saint-Antonin-Noble-Val. Hasta 1790 fue parte del extremo occidental de la provincia occitana del Rouergue.

## Demografía
| 1893 | 1808 | 1733 | 1820 | 1861 | 1881 |
| Para los censos de 1962 a 1999 la población legal corresponde a la población sin duplicidades (Fuente: INSEE [Consultar]) |      |      |      |      |      |

## Curiosidades
La película estadounidense The Hundred-Foot Journey (Un viaje de diez metros, en español) de 2014, dirigida por Lasse Hallström y protagonizada por Helen Mirren, Charlotte Le Bon, Manish Dayal y Om Puri, entre otros, se rodó aquí.